# Brzeziny (gmina w guberni kieleckiej)
Brzeziny – dawna gmina wiejska istniejąca w XIX wieku (od 1867 jako gmina zbiorowa) w guberni kieleckiej. Siedzibą władz gminy były Brzeziny.
Za Królestwa Polskiego gmina Brzeziny należała do powiatu kieleckiego w guberni kieleckiej (utworzonej w 1867).
Gminę zniesiono w połowie 1870 roku a jej obszar włączono do gminy Morawica.

## Wójtowie Gminy Brzeziny
| Lata urzędowania | Imię i nazwisko    |
| ---------------- | ------------------ |
| 1802             | Jan Wołosz         |
|                  | Rudolf Slaski      |
| 1853–57          | Rudolf Mieszkowski |
| 1866             | Jacenty Kowalczyk  |
| 1868             | Wojciech Brzoza    |